# شهرستان شارلوت (ویرجینیا)
شهرستان شارلوت، ویرجینیا (به انگلیسی: Charlotte County, Virginia) یک سکونتگاه مسکونی در ایالات متحده آمریکا است که در ویرجینیا واقع شده‌است.

## خصوصیات
شهرستان شارلوت ۱٬۲۳۸٫۰۲ کیلومترمربع مساحت دارد.